# Geomyza opaca
Geomyza opaca är en tvåvingeart som först beskrevs av Dahl 1912.  Geomyza opaca ingår i släktet Geomyza och familjen gräsflugor.
Artens utbredningsområde är Tyskland. Inga underarter finns listade i Catalogue of Life.